# Valujevi körlevél

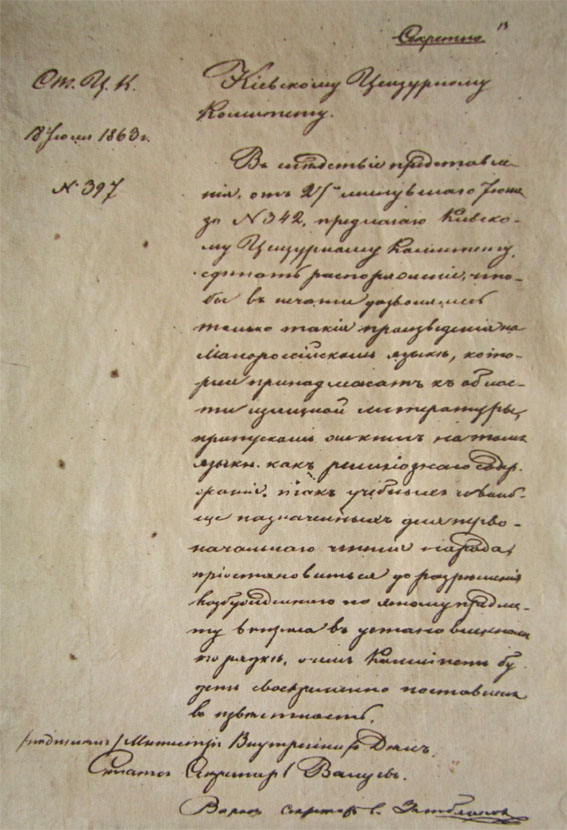

A valujevi körlevél (oroszul Валуевский циркуляр, ukránul Валуєвський циркуляр Pjotr Valujev orosz belügyminiszter által 1863. július 18-án kibocsátott rendelkezése, amelyben megtiltotta az (akkor kisorosznak nevezett) ukrán nyelv nyilvános használatát és az ukrán nyelvű tudományos-ismeretterjesztő és vallási tárgyú könyvek kiadását. 

## Háttere
Az 1860-as években az Orosz Birodalomban újjáéledt a nemzeti mozgalom. Tarasz Sevcsenko halála (1861) után több megemlékezésre és nagygyűlésre került sor. 1861-ben megalakult az Ukrán Közösség (Ukrán Hromáda), amely az ukrán kultúra terjesztésével foglalkozott. A mozgalom folyóirata, az Osznova, 1861–1862-ben jelent meg. Ugyan a nemzeti mozgalom tagjai csak az iskolázott réteg köréből kerültek ki, céljuk az volt, hogy az elemi iskolai tankönyvekkel és a vasárnapi iskolákkal befolyásolják a köznépet. A cári közigazgatás hivatalnokai hamarosan felléptek az ukrán nemzeti mozgalom tagjai ellen, egyes kiemelkedő személyiségeket letartóztattak vagy száműztek, az Osznova és Csernyihivi lapok című folyóiratokat betiltották, az ukrán nyelvű vasárnapi iskolákat megszüntették. 
A körlevél kibocsátásában közrejátszott az 1863-as lengyel januári felkelés is; ennek hatására Nyikolaj Annyenkov, a Kijevi terület kormányzója betiltotta a kijevi Hromáda működését, mert a szervezet állítólag szoros kapcsolatot tartott fenn a lengyel szervezetekkel és kisorosz nyelvű könyvek kiadásával liberális eszméket terjesztett a nép körében.
Az Orosz Birodalomban hasonló korlátozó rendelkezés volt érvényben a finn nyelv vonatkozásában 1850–1860 között. A jiddis nyelv használatának korlátozására is született egy javaslat 1862-ben, amelyet Valujev támogatott, de Alekszandr Golovnyin közoktatásügyi miniszter ellenzése miatt nem lépett hatályba.

## Tartalma
A körlevél abból indult ki, hogy vita folyt „egy önálló kisorosz irodalom létezésének lehetőségéről”, és léteztek olyan törekvések, amelyek a kisorosz nyelvjárásban tartott oktatást célozták; ezeket a szeparatistáknak nevezett törekvéseket Lengyelország támogatta.
A dokumentum felhívta a a kijevi, moszkvai és szentpétervári cenzori hivatalok figyelmét arra, hogy az oktatásban kizárólag az orosz nyelv használata a megengedett; ezt állítólag maguk a szülők akarták így. Megtiltotta az ukrán nyelvű tudományos-ismeretterjesztő és vallási tárgyú könyvek kiadását; szépirodalmi művekben az ukrán nyelv előfordulhatott ugyan, de csak nyelvjárásként. A körlevél megfogalmazása nem volt egyértelmű az iskolázott rétegeknek szánt, nem szépirodalmi művek tekintetében.

## Hatása és utóélete
1862-ben az Orosz Birodalomban harminchárom ukrán nyelvű könyv jelent meg; ez a szám a körlevél következtében 1863-ban tizenötre, 1865-ben kettőre, 1868-ra egyre csökkent. 1868-tól kezdve, amikor Valujevet Alekszandr Tyimasev váltotta a belügyminiszteri tisztségben, az ukrán nyelvű kiadványok száma lassú emelkedésnek indult, de aztán 1876. május 18-án II. Sándor cár Bad Emsben aláírta az úgynevezett emsi rendeletet, amely tovább szigorította az ukrán nyelv használatát: az ukrán nyelvű művek kiadását illetve a külföldön kiadott művek behozatalát, valamint az ukrán nyelvű színielőadásokat és dalesteket teljesen betiltotta. Az átmeneti rendelkezésként meghirdetett körlevél és az emsi rendelet gyakorlatilag az 1905-ös forradalomig maradt hatályban, noha formálisan csak 1907-ben vonták vissza őket.
A körlevél azon kijelentése, hogy „kisorosz nyelv” „nem volt, nincs és nem is lehet”, mély nyomokat hagyott az ukrán köztudatban. 2015-ben, azaz 152 évvel a körlevél kiadása után Petro Porosenko ukrán elnök így fogalmazott egy beszédében: „A mi válaszunk a következő: »Volt, van és lesz!«